# Langues en voie de disparition
Les langues en voie de disparition sont les langues dont le nombre de locuteurs décroît au point de les faire disparaître (voir : mort d'une langue). Parmi les quelque 7 000 langues du monde, un grand nombre est en train de disparaître et ce phénomène s'accélère d'année en année.

## Selon l'UNESCO
L'UNESCO considère que les langues appartiennent au patrimoine culturel immatériel de l'humanité et œuvre pour la diversité linguistique par des programmes de sauvegarde des langues en danger. L'organisme fournit les chiffres suivants :
- 50 % des langues sont en danger de disparition ;
- une langue disparaît en moyenne toutes les deux semaines ;
- si rien n'est fait, 90 % des langues vont probablement disparaître au cours de ce siècle.

Les linguistes sont préoccupés par ce phénomène, car les langues qui disparaissent sont souvent des langues qui contiennent des phénomènes linguistiques rares, voire uniques, et s'ils n'ont pas été répertoriés, enregistrés, étudiés, ils seront perdus à jamais.
L'UNESCO a notamment publié un atlas mondial des langues en danger, dont quelques exemples sont présentés dans les sections ci-dessous Il est possible de signaler à l'UNESCO une langue en danger, l'atlas est donc en perpétuelle évolution et il recense en janvier 2020 2 464 langues.

### En Europe

#### Belgique
Toutes ces langues régionales, bien que reconnues par les institutions (francophones), sont en danger.
- brabançon
- bruxellois
- champenois
- francique
- gaumais (variante locale du lorrain)
- limbourgeois
- picard
- wallon

#### Espagne
D'après l'UNESCO, cinq langues sont recensées : le basque (euskara) comme étant vulnérables, l'aragonais, l'asturien-léonais et le gascon sont considérées en danger, et le guanche, langue de la population indigène des îles des Canaries, est éteinte. La base de données Ethnologue de SIL International en comptabilise plus, et compte notamment les versions espagnoles et catalanes de la langue des signes,.

#### France
| Langue                            | Classification         |
| --------------------------------- | ---------------------- |
| Alémanique, dont l'alsacien       | vulnérable             |
| Auvergnat, dialecte occitan       | sérieusement en danger |
| Basque                            | vulnérable             |
| Berrichon                         | sérieusement en danger |
| Bourbonnais, dialecte occitan     | sérieusement en danger |
| Bourguignon                       | sérieusement en danger |
| Breton                            | sérieusement en danger |
| Champenois                        | sérieusement en danger |
| Corse                             | en danger              |
| Flamand occidental                | vulnérable             |
| Franc-comtois                     | sérieusement en danger |
| Francique mosellan                | vulnérable             |
| Francique rhénan                  | vulnérable             |
| Francoprovençal ou Arpitan        | en danger              |
| Gallo                             | sérieusement en danger |
| Gascon, dialecte occitan          | en danger              |
| Languedocien, dialecte occitan    | sérieusement en danger |
| Ligurien, dont le monégasque      | en danger              |
| Limousin, dialecte occitan        | sérieusement en danger |
| Lorrain                           | sérieusement en danger |
| Normand                           | sérieusement en danger |
| Picard ou ch'ti                   | sérieusement en danger |
| Poitevin                          | sérieusement en danger |
| Provençal, dialecte occitan       | sérieusement en danger |
| Provençal alpin, dialecte occitan | en danger              |
| Roussillonnais, dialecte catalan  | en danger              |
| Saintongeais                      | sérieusement en danger |
| Wallon                            | en danger              |
| Yiddish                           | en danger              |

Aucune de ces langues n'a obtenu de statut, ni n'est reconnue par la loi. La Constitution française reconnaît uniquement, depuis la loi constitutionnelle du 23 juillet 2008, que « les langues régionales appartiennent au patrimoine de la France ». La France a signé mais pas ratifié pour autant la Charte européenne des langues régionales ou minoritaires, ce qui lui vaut des reproches du Conseil économique et social des Nations unies qui a, en 2008, « suggéré » et « recommandé » à la France d'« envisager » la ratification de cette Charte. Les seules langues qui ne sont pas en danger sont celles parlées dans des pays voisins, où elles sont plus protégées. C'est pour cette raison que le catalan, en danger en France mais très utilisé en Espagne, n'est pas considéré comme une langue en danger ou vulnérable par l'UNESCO.

#### Suisse
Le romanche est une langue officielle suisse encore faiblement parlée dans le canton des Grisons. En 2000, elle n'était plus utilisée en tant que langue principale que par 35 095 personnes, soit 0,5 % de la population résidente en Suisse.

#### Russie
En 2010, l'Atlas UNESCO des langues en danger dans le monde considère toutes les langues des peuples de la fédération de Russie, à l'exception du russe et du tatar, comme étant en danger à des degrés divers, dont une vingtaine « en situation critique » et une quinzaine « éteintes »,.
En 2018, la Russie adopte une loi supprimant de facto l'étude obligatoire des langues minoritaires du pays, y compris dans ses républiques autonomes qui possèdent, à côté du russe, une ou plusieurs autres langues officielles,. Concrètement, cette loi permet aux écoliers autochtones de prendre des leçons supplémentaires de russe, pour peu qu'ils le désignent comme leur langue maternelle, au lieu de suivre les cours de leur véritable langue d'origine. Or, pour des raisons liées à leur avenir professionnel ou autre, de nombreux non-Russes sont susceptibles de prétendre que le russe est leur langue maternelle et de se soustraire ainsi à l'apprentissage d'idiomes ethniques locaux,, phénomène déjà observé au Tatarstan et au Bachkortostan. La loi suscite en Russie de vives critiques de la part de certains experts et activistes d'origine non-russe qui dénoncent la dérive assimilationniste et linguicide des autorités,,,.

### En Asie et Moyen-Orient
- Langues des Andaman
- Langues nicobar
- Langues paléo-sibériennes (en danger critique)
- Araméen (vulnérable)
- Aïnou (en danger critique)
- Araméen moderne (dernière langue sémitique d'origine chrétienne)[15]
- Pontique ou grec pontique (sérieusement en danger)
- Hémichis (sérieusement en danger)
- Laze (sérieusement en danger)
- Pomak (en voie de disparition)
- Zazaki (vulnérable dans les provinces de Erzincan, Sivas et Tunceli)

### En Océanie

#### Australie
- Presque toutes les langues aborigènes d'Australie sont en grand danger de disparition[16]. Certaines sont peu connues et étudiées. D'autres, font l'objet de projets de revitalisation[17], tel le kamilaroi (ou gamilaaray)[18], bien qu'elle n'ait plus de locuteurs natifs à l'heure actuelle. La plupart de ces langues ne survivront probablement pas aux prochaines décennies.

### En Afrique
- Comorien en danger

#### Afrique du Nord
Les dialectes des petits îlots berbérophones de l'Algérie centrale et occidentale, de la Tunisie, de Libye et du Sahara. Certains dialectes du Maroc tels le sanhaja de Srayr.

#### Cameroun
- Afade
- Ajumbu
- Atong
- Baldemu
- Beba
- Beezen
- Bung
- Mbo'
- Kwa'

#### Côte d'Ivoire
- Tagbana

### En Amérique

#### Amérique du Nord

##### Canada
Le Canada compte 74 langues en danger selon l’Alliance for Linguistic Diversity qui se répartissent en dix familles linguistiques. Selon l'UNESCO, les deux tiers des langues autochtones parlées au Canada sont « menacées », tandis que l'autre tiers est considéré comme « vulnérable ».
Parmi les langues autochtones déclarées lors du recensement en 2011, seules quelques-unes telles que les langues crie, l'ojibwé, l'oji-cri, l'inuktitut et le chipewyaen, seraient viables. Pour [près] de la moitié des langues autochtones du Canada, les locuteurs se trouvent recensés en Colombie-Britannique qui compte 34 langues et plus de 90 dialectes.
Langues en voie de disparition ou pratiquement éteintes par ordre décroissant du nombre de personnes qui parlent couramment la langue en 2018.
Colombie-Britannique
- Chilcotin
- Gitsenimx
- Babine (Nedut’en–Witsuwit’en)
- Dakelh
- Nisga'a
- Secwepemctsin
- Danezaa
- Kwak'wala
- Halkomelem
- Nsyilxcən
- Nuuchahnulth
- St'at'imcets
- Hul’q’umi’num’ / Halq’eméylem / hən'q'əmin'əm'
- Xenaksialak̓ala / Xa’islak̓ala
- Tse’khene
- Esclave
- Tsimshian de la côte
- Cri
- Éy7á7juuthem
- Tahltan
- Háiɫzaqvḷa
- Kutenai
- Haïda
- Nuxalk
- Diitiidʔaatx
- Senćoŧen / Malchosen / Lekwungen / Semiahmoo / T’Sou-ke
- Oowekyala / ’Uik̓ala
- Squamish / Sḵwxwú7mesh / sníchim
- Kaska / Danezāgé’
- She shashishalhem
- Tlingit
- Tsimshian du Sud
- Anishnaubemowin
- Tutchone du Sud[24]

#### Amérique du Sud
De nombreuses langues autochtones sont en danger dans les Amériques, notamment en Colombie et au Brésil.
Dans les Andes, le quechua comme l'aymara est de moins en moins parlé dans les provinces, et pourrait disparaître au cours des prochaines générations[réf. nécessaire].

## Documentation et sauvegarde des langues

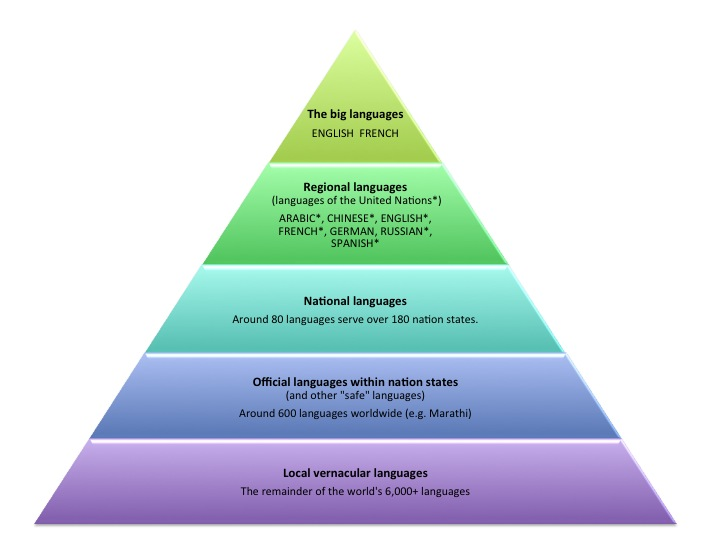
La hiérarchie des langues mondiales.

- De 2008 à 2012, la Fondation Chirac a soutenu le programme Sorosoro pour la préservation et la revitalisation des langues en danger. Sorosoro signifie « langue, souffle » en araki, une langue du Vanuatu. Un programme a ainsi été lancé, visant à créer une encyclopédie numérique des langues ; ce programme a été interrompu en 2012, par l'arrêt du financement de Sorosoro.

- Certaines initiatives sortent du champ académique, comme la traduction et le doublage en navajo du film Star Wars, épisode IV : Un nouvel espoir ou la création d’œuvres d'art intégrant des langues en danger[26].

- L'association Wikimédia France développe depuis 2016 le projet Lingua Libre, visant à faciliter l'enregistrement de langues parlées ou signées, et à stocker ces enregistrements sous licence libre afin de les valoriser au sein de projets Wikimedia (Wiktionaries, Wikipedias) ou ailleurs[27].

- Bien d'autres projets existent à l'échelle mondiale, visant à documenter et sauvegarder les langues en danger[28].